# Rucăr
Rucăr est une commune roumaine située dans le județ d'Argeș.